# تشاك روبرتس
تشاك روبرتس (بالإنجليزية: Chuck Roberts)‏ هو صحفي أمريكي، ولد في 25 أكتوبر 1950.

## وصلات خارجية
- تشاك روبرتس على موقع إن إن دي بي (الإنجليزية)